# Bartłomiej Tykałowski
Bartłomiej Tykałowski – polski lekarz weterynarii, doktor habilitowany nauk weterynaryjnych.

## Kariera naukowa
W 2007 roku uzyskał tytuł lekarza weterynarii, nadanego przez Uniwersytet Warmińsko-Mazurski w Olsztynie. 
6 lipca 2012 roku ukończył studia doktoranckie na kierunku nauki weterynaryjne na Wydziale Medycyny Weterynaryjnej Uniwersytetu Warmińsko-Mazurskiego w Olsztynie na podstawie pracy pt. Wpływ methizoprinolu i -glukanów na wybrane parametry odporności nieswoistej oraz na przebieg zakażenia adenowirusem krwotocznego zapalenia jelit (HEV) u indyków.
Od 2008 roku zatrudniony jest w Uniwersytecie Warmińsko-Mazurskim w Olsztynie.
W roku 2024 uzyskał stopień doktora habilitowanego nauk weterynaryjnych w dyscyplinie weterynarii na Uniwersytecie Warmińsko-Mazurskim w Olsztynie.

## Publikacje
- 2012: Epidemiological investigation of selected pigeon viral infections in Poland.
- 2012: The perspective of immunoprophylaxis and selected immunological issues in the course of the turkey rhinotracheitis.
- 2013: Selected parameters of upper respiratory tract immunity in turkeys vaccinated against the trt
- 2013: Wykorzystanie sortera komórek oraz techniki ELISPOT do oceny rozwoju pamięci immunologicznej komórek B IgA+ po szczepieniu indyków przeciwko aMPV.
- 2014: Neutrophil and macrophage apoptosis in bronchoalveolar lavage fluid from healthy horses and horses with recurrent airway obstruction.
- 2014: Immunological and biochemical indicators in turkeys fed diets with a different Methionine content.
- 2015: Biochemical and immunological responses of young turkeys to vaccination against Ornithobacterium rhinotraheale and different levels of dietary methionine.
- 2016: Wybrane zagadnienia z immunologii układu rozrodczego kury domowej.
- 2016: Application of pigeon circovirus recombinant capsid protein for detecting anti-PiCV antibodies in the sera of asymptomatic domestic pigeons and the potential use of a combination of serological and molecular tests for controlling circovirus infections in pigeon parent flocks.
- 2018: The impact of Aloe vera and licorice extracts on selected mechanisms of humoral and cell-mediated immunity in pigeons experimentally infected with PPMV-1.
- 2018: An evaluation of the impact of aloe vera and licorice extracts on the course of experimental pigeon paramyxovirus type 1 infection in pigeons.
- 2019: Field evaluation of maternal antibody transfer from breeder turkey hens to egg yolks, egg whites and poults.
- 2020: Research note: Effect of age on the distribution of lymphocytes in the oviduct in turkey breeder hens.

Opracowano na podstawie źródła:.